# 형민우
형민우(邢民友, 1974년 4월 14일 ~ )는 대한민국의 만화가이다. 1993년 단편 《치씨부임기》로 데뷔하였으며, 이 작품으로 챔프 신인만화공모전 우수상을 수상하였다. 1998년 작품 《프리스트》로 가장 잘 알려져 있다. 1999년 《프리스트》로  대한민국 만화문화대상 출판부문 신인상을 수상했다.